# Santíssima Trindade (Botticelli)
A Santíssima Trindade ou Pala delle Convertite é um retábulo do pintor renascentista italiano Sandro Botticelli, datado de c. 1491-1493. Está alojado no Instituto Courtauld, em Londres.
Foi originalmente encomendado pela Arte dei Medici e degli Speziali (guilda dos Médicos e Farmacêuticos) para a igreja de Santa Elisabetta delle Convertite em Florença, uma igreja/mosteiro que abrigava ex-prostitutas ou mulheres caídas, que haviam se convertido da vida licenciosa para uma vida de honestidade, e cuja padroeira era Maria Madalena.
A imagem mostra a Santíssima Trindade (Jesus Crucificado, Deus Pai e a Pomba que representa o Espírito Santo) dentro de uma amêndoa com serafim. Ao fundo está um céu azul dentro de duas esporas rochosas, à frente das quais estão Maria Madalena, tomada em intensa postura de oração, e São João Batista, padroeiro de Florença, que, como de costume nas fotos do período, está apontando para o centro da composição. A figura de Madalena lembra a contemporânea "Madalena Penitente" de Donatello (1453-1455)  e a de Desiderio da Settignano (c. 1455) na Igreja de Santa Trinita.